# Roberto Moreno

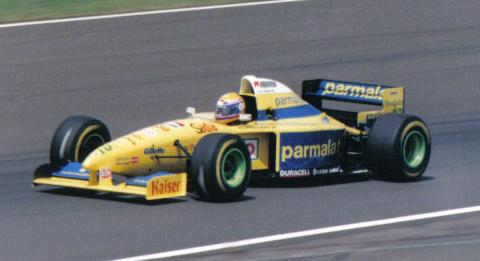
Roberto Moreno in 1995

Roberto Pupo Moreno (Rio de Janeiro, Brazilië, 11 februari 1959) is een voormalig autocoureur. Hij kwam zowel in de Formule 1 als de IndyCar uit.
Al in 1982 maakte Moreno zijn debuut in de Formule 1. Bij de Grote Prijs Formule 1 van Nederland verving hij de geblesseerde Nigel Mansell in de Lotus. Hij wist zich in deze top auto niet te kwalificeren wat zijn reputatie veel schade toebracht. Pas vijf jaar later keerde hij voor enkele races terug in de hoogste autosportklasse bij het armlastige AGS. Hij werd zesde bij de Grand Prix Formule 1 van Australië en pakte het eerste punt voor dat team.
In 1988 reed hij in de Formule 3000 en werd kampioen. Ook hij was hij testcoureur bij Ferrari. Een jaar later kreeg hij eindelijk de kans om een seizoen lang Formule 1 te racen, maar het team van Coloni had het moeilijk en Moreno wist zich slechts vier keer te kwalificeren. Ook in 1990 kwam hij uit voor een klein team, EuroBrun. Hij kwalificeerde zich slechts twee keer in 14 races toen het team zich terugtrok. Er kwam echter een kans uit onverwachte hoek. Door het helikopterongeluk van Alessandro Nannini zocht Benetton een coureur en Moreno mocht de laatste 2 races van het seizoen rijden naast zijn vriend Nelson Piquet. Bij zijn eerste race voor Benetton in Japan werd Moreno tweede, zijn beste resultaat in de Formule 1.
Voor het seizoen 1991 mocht Moreno aanblijven als tweede man achter Piquet. Hij was niet erg competitief en had als beste resultaat slechts twee vierde plaatsen. Na de Grand Prix Formule 1 van België werd hij op straat gezet en vervangen door Michael Schumacher. Moreno nam de plek van de Duitser bij Jordan korte tijd in en reed dat seizoen ook nog even voor Minardi. In 1992 kon hij alleen maar een plekje vinden bij de chaotische Andrea Moda Formula. Moreno kwalificeerde slechts één keer voordat het team door de FIA uit de Formule 1 werd gehaald voor de slechte naam die het de sport gaf.
Na twee jaar in de touring cars keerde hij in 1995 terug in de Formule 1 bij Forti. Dit was echter opnieuw een team wat weinig voorstelde, Moreno's beste resultaat was een veertiende plaats bij de Grand Prix Formule 1 van België. Vanaf 1996 reed Moreno in de IndyCar waar hij verschillende teams (soms meerdere in een jaar) versleet. In 2000 won hij voor het eerst een wedstrijd in die klasse in Cleveland. Eind 2003 stopte hij met autosport, maar in 2007 heeft hij nog 1 race in de Champ Cars gereden in Houston. Met als resultaat een 12e plaats